# Overleaf
Overleaf est un éditeur LaTeX en ligne, collaboratif en temps réel. Il repose partiellement sur un projet open source (Overleaf Community Edition). Le site internet propose aussi une version pro contenant des fonctionnalités supplémentaires qui ne sont pas open source.
Grâce à ses outils de collaboration en temps réel, de compilation automatique et de publication, Overleaf est largement adopté dans le milieu académique et scientifique pour la rédaction et la soumission de documents.
En 2025, Overleaf a modifié sa politique en limitant l'écriture collaborative de documents LaTeX à un seul collaborateur (le partage de lien en écriture ne fonctionne plus que pour une seule personne).

## Historique
WriteLaTeX, l’entreprise londonienne derrière Overleaf, est lancé en 2012, par deux mathématiciens, John Hammersley et John Lees-Miller,.
Le projet est soutenu par Digital Science depuis 2014.
Overleaf a remporté le prix de l'entreprise Internet innovante lors des Nominet Internet Awards de 2014, et fut classé 99ᵉ dans la liste 2018 des 100 entreprises britanniques à la croissance la plus rapide établie par SyndicateRoom.
En 2017, Overleaf acquiert ShareLaTeX pour former Overleaf v2, combinant leurs fonctionnalités sur une unique plateforme rassemblant 2 millions d'utilisateurs.
En 2023, l'équipe d'Overleaf est composée de 60 personnes et revendique une communauté de 11 millions d'utilisateurs.